# Wilusa

Il regno di Wilusa nell'Anatolia nord-occidentale

Il regno di Wilusa fu uno stato sviluppatosi nella seconda metà del secondo millennio a.C. nel Nord-Ovest anatolico; tutte le notizie ad esso correlate ci sono giunte tramite le fonti ittite. L'impero ittita dominò la scena del Vicino Oriente per secoli, proprio nel periodo in cui Wilusa prosperò e ne fu vassalla.
Wilusa ricopre una grande importanza, dal momento che, dopo anni di controversie, sembra dimostrato che essa corrisponda alla città che i testi greci classici chiamano Troia; la storia di Wilusa narrataci dalle fonti ittite, sarebbe dunque la "vera" storia della città di Troia, ed il sito archeologico, in prossimità di Çanakkale, sarebbe il sito che ospitò il regno di Wilusa.
Nella seconda metà del II millennio a.C., l'area di Arzawa, che occupava la zona occidentale dell'Anatolia era divisa in cinque stati o regni minori: il cuore della regione, sviluppato attorno alla capitale Apasa/Efeso, chiamato da alcuni studiosi Arzawa Minor; il regno di Mira con l'estensione del territorio di frontiera di Kuwaliya; il più orientale, cioè il regno di Hapalla; il regno di Terra del fiume Seha posizionato davanti all'isola di Lazpa/Lesbo; ed appunto Wilusa, nell'estremo Nord della zona e spesso ai margini, geograficamente e politicamente, degli altri stati Arzawa; tali stati, anche se spesso ribelli, furono quasi ininterrottamente tributari dell'impero ittita.

## Identificazione con Troia
Il sito di Wilusa, posto nell'estremo nordovest anatolico, sullo stretto dei Dardanelli (anche se oggi il mare è lontano un paio di chilometri dalla cittadella fortificata) fu abitato con certezza fin dalla prima metà del terzo millennio a.C., ma il suo massimo splendore coincise con l'ascesa dell'impero ittita, nella seconda metà del secondo millennio a.C. Nel 1924, poco dopo la decifrazione della lingua ittita, il linguista Paul Kretschmer paragonò un toponimo che compariva nelle fonti, Wilusa, con il toponimo greco Ilios, sinonimo di Troia/Ilio. I linguisti, ipotizzarono che il nome Ilios avesse, col tempo, perso un digamma iniziale e che, in precedenza, fosse stato Wilios.
La proposta per l'identificazione di Wilusa con (W)ilios fu inizialmente motivo di accese controversie: era dubbia infatti la posizione geografica di Wilusa. Tuttavia, nel 1996, l'orientalista tedesco Frank Starke, basandosi sulla ricostruzione di una porzione ingente di documenti ittiti che citano lo stato-vassallo di Wilusa, mostrò come fosse plausibile collocare la posizione di questa città-stato nel luogo dove Schliemann aveva riportato alla luce le rovine di Troia, cosicché oggi l'identificazione tra Troia e Wilusa sembra accettata dal mondo accademico.

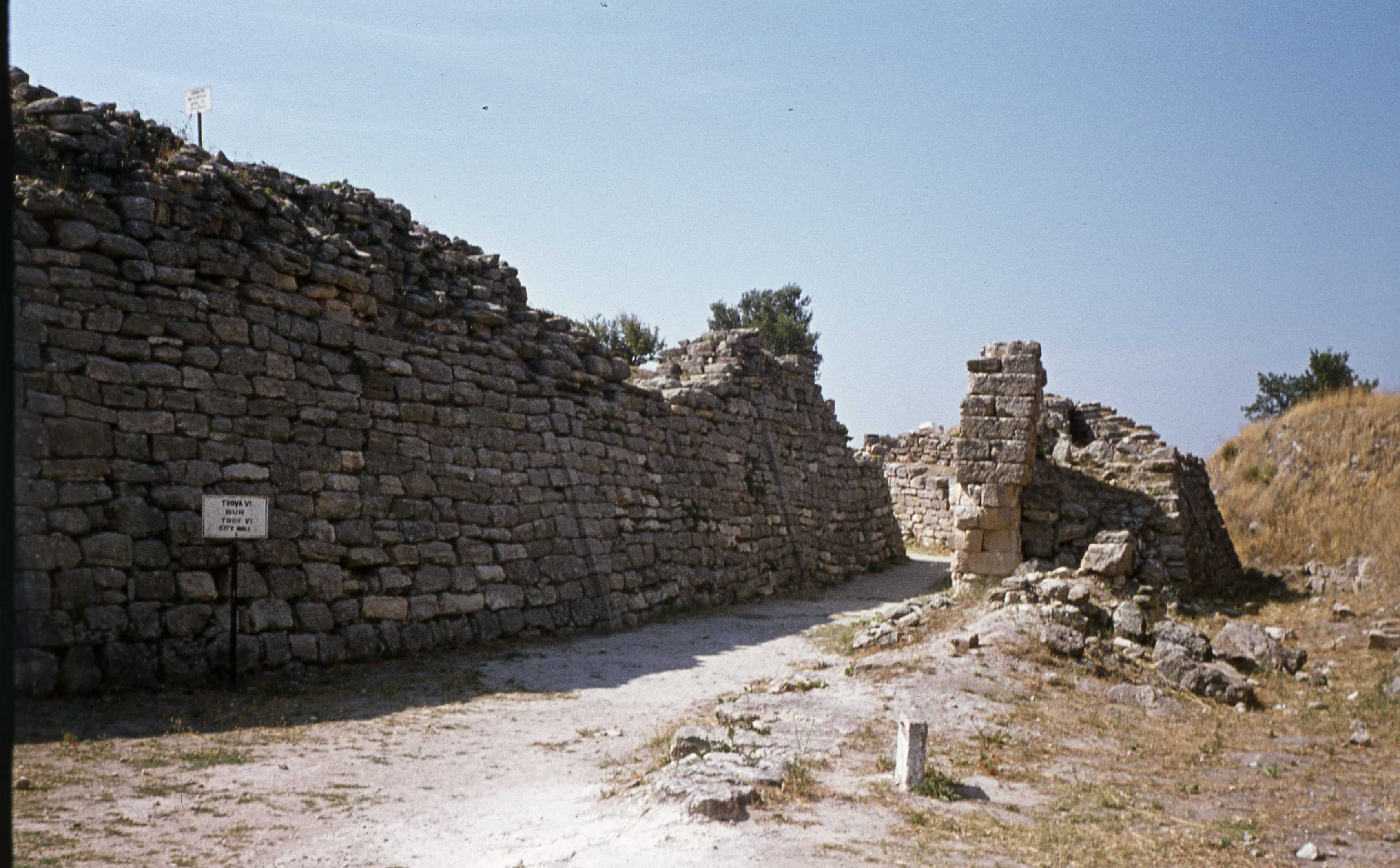
Parte delle mura di Troia.

## Fonti ittite
I principali documenti ittiti che citano Wilusa sono i seguenti:
- Il cosiddetto Trattato di Alaksandu, stipulato tra il re ittita Muwatalli II e Alaksandu re di Wilusa, risalente al 1280 a.C. Dalla decifrazione è stato dedotto che Wilusa avesse un rapporto di subordinazione e di alleanza nei confronti dell'impero ittita.

Tra gli dei i cui nomi vengono menzionati nel trattato come testimoni dell'alleanza figurano "Apaliunas", da alcuni ricercatori identificato con Apollo e "Kaskalkur" ("strada che porta agli inferi"), una Dea dei flussi sotterranei. Per l'identificazione di Kaskalkur, è stato illustrato come in quel modo venissero designati i corsi d'acqua carsici, e come gli Ittiti usassero questo concetto anche per le gallerie d'acqua artificiali.

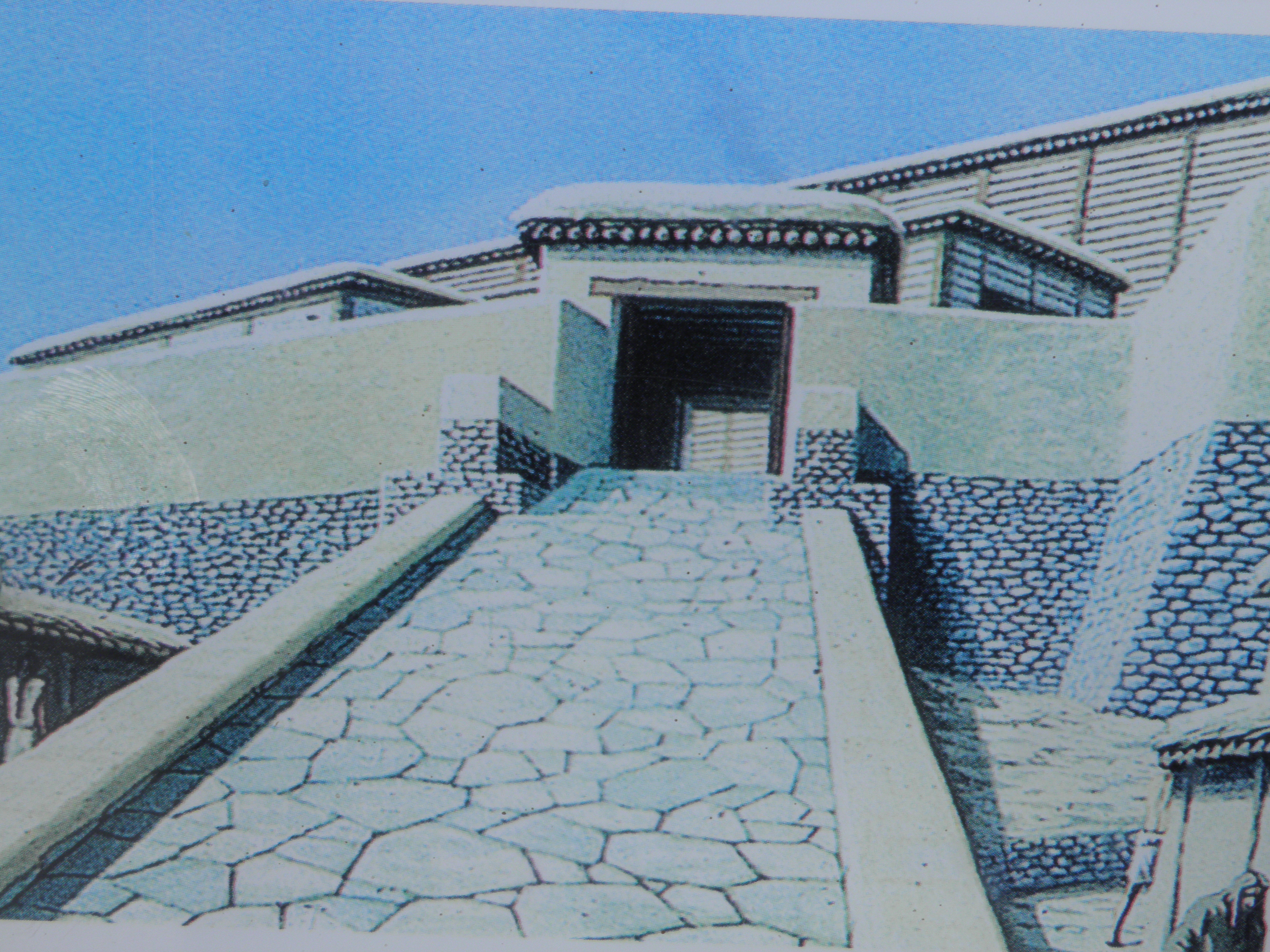
Ricostruzione della grande strada che portava ad una delle porte della rocca di Troia.

Questa divinità è stata associata a Troia/Wilusa con la scoperta di una grotta con una sorgente d'acqua potabile posta 200 metri a sud delle mura dell'acropoli cittadina; dopo aver analizzato le pareti di calcare, è stato ipotizzato che esistesse già all'inizio del terzo millennio a.C., motivo per cui avrebbero potuto sorgere miti a riguardo.
Infine, va considerata l'allusione fatta dall'autore Stefano di Bisanzio a proposito di "Motylos" (che, nel mito, ospitò Paride/Alessandro ed Elena) che potrebbe essere una ellenizzazione del nome Muwatalli.
- La Lettera di Manhapa-Tarhunta, scritta dal re della Terra del fiume Seha (uno stato vassallo degli ittiti) Manhapa-Tarhunta al sovrano Muwatalli II, datata intorno al 1285 a.C., che fornisce la notizia che un certo Piyama-Radu aveva guidato una spedizione militare del regno di Aḫḫiyawa[6] contro Wilusa e l'isola Lazba, identificata dai ricercatori con Lesbo, conquistandole temporaneamente; il documento è fondamentale per la corretta collocazione geografica di Wilusa.
- Nella Lettera di Tawagalawa[7] (1275-50 a.C. circa), generalmente attribuita a Hattušili III o Muwatalli II, il re ittita si riferisce a precedenti ostilità tra gli Ittiti e gli Ahhiyawa proprio a riguardo di Wilusa[8]: "Ora abbiamo raggiunto un accordo sulla questione di ------, rispetto a cui ci trovavamo in inimicizia."
- L'ultima menzione di Wilusa conservata nelle fonti ittite appare nella Lettera di Millawata, inviata dal re Tudhaliya IV (1237-1209 a.C.) a un destinatario ignoto che gli studiosi ritengono però essere il sovrano di Mira, Tarkasnawa[9]. In essa il re degli Ittiti invita il destinatario, una sorta di supervisore regionale dell'area di Arzawa per conto degli Ittiti, a reinstallare sul trono di Wilusa un certo Walmu, successore di Alaksandu, che era stato deposto ed esiliato[10].

## Storia
La prima attestazione di Wilusa è fornita da un poema in lingua luvia risalente al XVI secolo a.C. in cui è definita "scoscesa". 
Invece la prima vera notizia che abbiamo sulla storia di Wilusa è nel Trattato di Alaksandu (1280 a.C.): il re ittita Muwatalli II ricorda la prima sottomissione della città e dell'intera area di Arzawa agli Ittiti, avvenuta addirittura ai tempi di Labarna, leggendario sovrano fondatore del regno ittita (1600 a.C. ca.). 
Arzawa successivamente si ribellò, mentre Wilusa non aderì, rimanendo in rapporti di amicizia e vassallaggio con gli Ittiti. 
In seguito il sovrano ittita Tudhaliya I/II, alla fine del XV-inizio del XIV secolo a.C., invase di nuovo l'area di Arzawa, su cui evidentemente non aveva saputo consolidare in maniera stabile il proprio controllo: anche stavolta Wilusa si astenne dall'unirsi agli altri stati dell'area contro l'esercito ittita ed il trattato di Alaksandu ci dà notizia che il sovrano ittita, sconfitti gli avversari, "...non entrò nella città", cioè la risparmiò. 
Il trattato tuttavia non ricorda che alcuni anni dopo 22 paesi anatolici strinsero un'alleanza, chiamata confederazione Assuwa, volta a contrastare il predominio degli Ittiti nell'area; al penultimo posto dell'elenco dei paesi della Lega troviamo il nome Wilusiya, forma arcaica del successivo Wilusa.
Tudhaliya I/II risultò vincitore anche contro questa confederazione e mantenne il controllo sull'Anatolia occidentale.
Verso la metà del XIV secolo gli Ittiti, guidati da Šuppiluliuma I, dopo un periodo di eclissi, tornarono ad essere la prima potenza del Vicino Oriente (1345-40 a.C.), rendendo vassalli tutti i regni dell'area di Arzawa; sul trono di Wilusa sedeva il re Kukunni, che non partecipò al conflitto tra Arzawa e gli Ittiti per la supremazia sulla regione; Suppiluliuma rese tributari gli stati dell'area, ma non si intromise negli affari interni wilusiani, riconfermando sul trono Kukunni. 
Un ventennio più tardi, quando il sovrano di Arzawa Minor Uhha-Ziti capeggiò la più grande insurrezione di Arzawa, Wilusa si astenne dal partecipare. 
Gli Ittiti uscirono una volta di più vincitori e nei documenti diedero atto ai Wilusiani di aver sempre intrattenuto rapporti di amicizia e lealtà verso l'impero.
In effetti, questa situazione di vassallaggio verso gli Ittiti, che imponeva pochi obblighi in politica estera, lasciava totale indipendenza nelle politiche interne, garantendo ai re wilusiani la protezione della potenza più forte del periodo; la lunga fedeltà dei sovrani agli Ittiti consentì alla città di svilupparsi e prosperare.
Dalla Lettera di Manhapa-Tarhunta (1285-80 a.C. ca.) apprendiamo un episodio che potrebbe fornire un substrato alla leggenda della Guerra di Troia: un contingente di Aḫḫiyawa, guidato da Piyama-Radu, aveva attaccato ed occupato Wilusa/Troia (1285 ca), sottraendola al controllo ittita. 
È il primo e unico attacco militare a noi noto mosso dagli Aḫḫiyawa nell'Anatolia occidentale per minare l'autorità dell'impero ittita. Il sovrano Muwatalli II comunque inviò un contingente militare che riconquistò in breve la città.
Il seguito della vicenda ce lo narra presumibilmente proprio il cosiddetto Trattato di Alaksandu (1280 ca.): Muwatalli II restaurò sul trono di Wilusa il re Alaksandu, con cui strinse un nuovo trattato di alleanza e subordinazione; questi era forse il re vittima dell'occupazione di Piyama-Radu narrata nella Lettera di Manhapa-Tarhunta e, forse, il figlio di Kukunni, anche se le condizioni in cui il testo ci è giunto non consentono di esserne totalmente certi.
Negli anni, Wilusa rimase un vassallo fedele degli Ittiti, ma anche instabile in quanto preda di mire di altri stati, sia per la sua prospera condizione (dovuta alla stabilità garantita dalla protezione ittita) sia per la posizione strategica sui Dardanelli; gli imperatori di Hattuša furono spesso costretti ad intervenire in soccorso del vassallo di turno per ristabilire l'ordine.
Mezzo secolo dopo la vicenda di Piyama-Radu (1225-20 ca.), con Tudhaliya IV sul trono di Hatti, troviamo un altro re wilusiano in fuga: stavolta si trattava di Walmu che aveva trovato rifugio nello stato alleato di Mira; non conosciamo i motivi per cui anche questo sovrano avesse dovuto fuggire da Wilusa, ma sappiamo che attendeva a Mira di essere condotto ad Hattuša per ottenere aiuto.
Dal testo apprendiamo che, al tempo, Wilusa non era solo vassalla degli Ittiti, ma anche della stessa Mira, che fungeva da supervisore nell'area di Arzawa per conto del potere imperiale. La circostanza fornisce, della città sui Dardanelli, un'immagine lontana da quella orgogliosa dell'epopea omerica.
Non abbiamo altre notizie dagli archivi reali sul destino di Wilusa negli anni seguenti, ma le prove archeologiche degli strati chiamati Troia VI e VII e le vicende accadute in Anatolia alcuni decenni più tardi, fanno ipotizzare che la città, come molti siti dell'area, sia stata vittima dell'avanzata dei Popoli del Mare che attorno al 1180 a.C. portarono un'ondata di distruzioni, mettendo fine alla storia di vari centri e civiltà del Vicino Oriente, impero ittita compreso; Wilusa seguì lo stesso destino di Hattusa, venendo espugnata, saccheggiata e data alle fiamme.